# Девоншир (линейный корабль)
«Девоншир» (англ. Devonshire) — парусный линейный корабль Балтийского флота России.

## Описание корабля
Парусный линейный корабль 4 ранга, длина судна составляла от 39 метров, ширина по сведениям из различных источников от 11,5 до 11,65 метра, а осадка от 4,3 до 4,42 метра. Вооружение судна состояло из 52-х орудий.

## История службы
Корабль «Девоншир» был заложен по заказу О. Соловьева в июле 1714 года в Амстердаме и после спуска на воду в ноябре того же года вошёл в состав Балтийского флота России.
19 (30) июня 1715 года в составе отряда покинул Амстердам и ушёл в Англию на зимовку, а 31 мая (11 июня) 1716 года прибыл из Англии в Копенгаген. Принимал участие в Северной войне. 19 (30) июля 1716 года вошёл в состав российского флота, прибывшего в Копенгаген. С 5 (16) по 14 (25) августа, находясь в составе четырех объединенных флотов России, Дании, Голландии и Англии, выходил на поиски шведского флота к острову Борнхольм в Балтийском море. 13 (24) августа по сигналу Петра I отделился от флота для конвоирования транспортных судов с десантом. 22 октября (2 ноября) прибыл с эскадрой в Ревель.
С 4 (15) июня по 16 (27) июля 1717 года входил в состав эскадры генерал-адмирала графа Ф. М. Апраксина, которая находилась в крейсерстве у берегов Швеции и принимала участие в высадке десанта на остров Готланд. В 1718 году выходил в крейсерство в Финский залив в составе эскадры. 15 (26) мая 1719 года вышел их Ревеля на поиск шведских судов в составе отряда капитана 2-го ранга Н. А. Сенявина. 24 мая (2 июня) принимал участие в Эзельском сражении. В июле 1719 года прикрывал переход гребного флота из Кронштадта к шведским берегам. В 1721 году вновь выходил в крейсерство в Финский залив. В 1722 и 1723 годах совершал практические плавания в Финском заливе. В 1724 года корабль готовили к дальнему переходу для плавания в Испанию и Португалию. 14 (25) мая 1725 года «Девоншир» в составе отряда «Испанской экспедиции» покинул Ревель и ушёл по маршруту Копенгаген — Тромзунд — Гебридские острова — Сант-Винсент —  Кадис, прибыв в последний 18 (29) августа. Выгрузив грузы в Кадисе, отряд покинул город и к 16 (27) ноября прибыл в Лиссабон. 26 ноября (7 декабря) корабли отряда взяли курс обратно в Россию, однако, попав в сильный шторм в Бискайском заливе, вынуждены были 14 (25) декабря зайти в Сантандер. Покинув Сантандер 11 (22) марта 1726 года, отряд обогнул с запада Великобританию и зашёл в Копенгаген и Ревель, а 14 (25) мая вошёл в Кронштадт.
В 1727 году корабль подвергся ремонту. С мая по август 1731 года совершил плавание в Киль в составе отряда. Принимал участие в боевых действиях под Данцигом. 14 (25) мая в составе эскадры вице-адмирала Н. А. Сенявина вышел из Кронштадта в направлении Пиллау и Данцига, а  2 (13) июля вернулся в Кронштадт. В 1735 и 1736 годах состоял на перевозке провианта из Риги в Кронштадт.
После 1737 года корабль «Девоншир» был разобран.

## Командиры корабля
Командирами корабля «Девоншир» в разное время служили:
- Н. А. Сенявин (1716 год).
- Л. Дегофт (1717 год).
- Д. Лоренц (1718 год).
- К. Н. Зотов (1719—1720 годы).
- Д. И. Мясной (1721 год).
- И. Кошелев (1725—1726 годы).
- М. Протопопов (1731 год).
- Л. Брант (1734 год).
- барон Г. Шлейниц (1735 год).
- В. Грифит (1736 год).